# Bivouac (álbum)
Bivouac es el segundo álbum de la banda Punk rock Jawbreaker. Fue lanzado en 1992 por la discográfica Tupelo Records en conjunto con Communion Records. Este álbum fue lanzado en dos formatos: uno en LP y el otro en CD.

## Lista de canciones
- LP Versión

1. "Shield Your Eyes" - 3:10
2. "Big" - 5:06
3. "Sleep" - 4:06
4. "Donatello" - 3:03
5. "P.S. New York Is Burning" - 5:08
6. "Like a Secret" - 4:11
7. "Chesterfield King" - 3:55
8. "Parabola" - 3:06
9. "Bivouac" - 10:06

- CD Versión

1. "Shield Your Eyes" - 3:10
2. "Big" - 5:06
3. "Chesterfield King" - 3:55
4. "Sleep" - 4:06
5. "Donatello" - 3:03
6. "Face Down" - 3:06
7. "P.S. New York Is Burning" - 5:08
8. "Like a Secret" - 4:11
9. "Tour Song" - 4:39
10. "You Don't Know…" - 2:35
11. "Pack It Up" - 2:51
12. "Parabola" - 3:06
13. "Bivouac" - 10:06